# Ceremonieel koningschap
Een ceremonieel koningschap of protocollair koningschap is een bijzondere vorm van een constitutionele monarchie, met de koning als ceremonieel staatshoofd. Zweden is het eerste en momenteel enige land dat dit model toepast; het wordt daarom ook wel het Zweedse model genoemd. Een monarchie met een (louter) ceremonieel koningschap wordt ook wel een gekroonde republiek genoemd. De tegenhanger van het ceremonieel koningschap wordt ook wel een inhoudelijk koningschap genoemd.
In een ceremonieel koningschap maakt de koning geen deel uit van de uitvoerende macht en krijgt ook geen andere staatsrechtelijke bevoegdheden toegewezen. Hij geldt wel als staatshoofd maar heeft grondwettelijk gezien geen macht in het landsbestuur, waardoor ministeriële verantwoordelijkheid voor het handelen van de koning niet noodzakelijk is.
Ter vergelijking: in constitutionele monarchieën zonder ceremonieel koningschap berust de uitvoerende macht bij de koning alleen (zoals in België, Denemarken en Noorwegen) of bij de koning en de ministers gezamenlijk (zoals in Nederland). In Spanje maakt de koning geen deel uit van de uitvoerende macht, maar heeft wel enkele staatsrechtelijke bevoegdheden. In al deze gevallen zijn de ministers verantwoordelijk voor het handelen van de koning wat onder andere tot uiting komt in het medeondertekenen van wetten en koninklijke besluiten door een of meer ministers.
Voorstanders van het ceremonieel koningschap prijzen het democratische gehalte, de niet-gekozen koning maakt immers geen deel uit van het landsbestuur. Tegenstanders hekelen de verwording van de koning tot 'lintenknipper'. Zij vrezen dat er waardevol bestuurlijk inzicht verloren gaat, zoals de ervaring die de koning had met kabinetsformaties en in zijn kennis als lid van de regering, zoals de gesprekken en de inhoudelijke werkbezoeken met de bewindspersonen, en in het ondertekenen van wetten en besluiten. Daarnaast kan de Koning, als hij niet in de regering zit en de ministers niet verantwoordelijk zijn voor zijn handelen, een eigen politieke rol gaan spelen, waardoor er geen eenheid meer van de Kroon bestaat. De Koning kan als boven de partijen staand persoon en stabiele factor binnen de regering zich inzetten voor het algemeen belang van het land. Conform de eed die de Koning aflegt draagt hij geen politieke verantwoordelijkheid maar wel een eigen verantwoordelijkheid om de grondwet te onderhouden en handhaven, het grondgebied te beschermen en de vrijheid en rechten van alle ingezeten te beschermen. 

## In België
De Vlaamse partijen Libertair, Direct, Democratisch (LDD) en de Nieuw-Vlaamse Alliantie (N-VA) zijn op de lange termijn voor een republiek, maar streven naar een protocollair koningschap als tussenstap.
Een Ipsos-enquête in opdracht van VTM, RTL, De Morgen en Le Soir in juni 2013 toonde dat 48% van de Vlamingen en 21% van de Franstaligen een protocollaire monarchie wilde; 13% van de Franstaligen was principieel voorstander van een republiek en 20-21% van de Vlamingen; bij de Franstaligen wilde 66% niets veranderen, bij de Vlamingen 31%.

## In Nederland

### Politieke discussies 2000
Begin maart 2000 riep parlementslid Femke Halsema (GroenLinks) op tot discussie over het afschaffen van de monarchie omdat volgens haar daarvoor 'de tijd rijp is', en pleitte voor een parlementaire republiek naar Duits model. Hoewel een gekozen staatshoofd in het GroenLinks-verkiezingsprogramma stond, zei fractieleider Paul Rosenmöller het 'geen halszaak' te vinden. Thom de Graaf (D66), die meende dat er onvoldoende draagvlak was voor een republiek, pleitte in april 2000 als alternatief voor een modern koningschap, waarbij de koning 'op afstand staat, maar wel gezag heeft', vergelijkbaar met de Duitse bondspresident. Wat hem betreft was het 'niet meer van deze tijd' dat de koning lid van de regering, voorzitter van de Raad van State, initiatiefnemer van de formatie en ondertekenaar van wetten bleef, maar De Graaf was ook tegen een louter ceremonieel Zweeds model. GroenLinks, inclusief zowel Halsema als Rosenmöller, schaarde zich achter De Graaf. De PvdA, die op dat moment in haar beginselprogramma had staan dat het koningshuis moest worden vervangen door een gekozen staatshoofd, reageerde verdeeld: premier Wim Kok stond open voor discussie, maar zei niet van plan te zijn om 'ook maar iets te wijzigen in de staatsrechtelijke positie van het staatshoofd', net als Roel de Wit en Peter Rehwinkel; andere PvdA'ers zoals Erik Jurgens waren gewonnen voor modernisering, nog anderen gingen verder en bepleitten een republiek, zoals Willem Witteveen, Paul Kalma en Maarten Hajer.
Uit een enquête van TNS NIPO bleek dat 27% van de bevolking het eens was met De Graafs pleidooi voor modernisering, terwijl 67% het koningschap niet wilde wijzigen en 6% een invloedrijker koningschap wilde. In totaal was 90% voorstander van behoud van de monarchie, hoewel 44% het eens was met Halsema dat erfopvolging 'uit de tijd' was; echter, nog eens 44% vond erfopvolging juist geen probleem. Op 9 mei verzocht De Graaf de regering om een notitie over modernisering van het koningschap, waarbij D66 werd gesteund door de PvdA, de SP en GroenLinks (75 zetels). De VVD, het CDA, de ChristenUnie en de SGP (samen ook 75 zetels) voelden echter niet voor een notitie (al zouden ze een discussie over het onderwerp niet tegenhouden) en premier Kok zei enkel zijn oordeel over modernisering van de monarchie te willen bespreken in zijn toelichting op de begroting voor Algemene Zaken tijdens Prinsjesdag.
Op Prinsjesdag 2000 deed Kok geen voorstellen tot wijziging van het koningschap, alleen dat na verkiezingen de Tweede Kamer zelf een adviserend debat zou kunnen voeren over wie er informateur zou moeten worden, maar de uiteindelijke keuze bleef een koninklijk voorrecht. D66 reageerde teleurgesteld. In november 2000 schaarde een krappe meerderheid van het D66-congres zich nog steeds achter De Graafs voorstel, terwijl meer dan een derde van de leden voor een republiek had gestemd.

### Na 2000
Geert Wilders van de nieuwe rechts-populistische Partij voor de Vrijheid (PVV) viel in 2007 over de kersttoespraak van koningin Beatrix, die volgens hem partijdig was en vol zat met nauwelijks verholen kritiek richting de PVV. Hij vond dat de koningin 'als een haas de regering uit moet worden gestuurd' en voortaan alleen nog maar ceremoniële taken krijgen.
In november 2010 werd in de Tweede Kamer een ceremonieel koningschap opnieuw ter discussie gebracht door de PvdA, D66, GroenLinks, de SP en de PVV. PvdA-Kamerlid Pierre Heijnen vroeg daarbij om Koks Prinsjesdagnotitie uit 2000 te herzien. Het voorstel werd toen verworpen door het kabinet-Rutte I (bestaande uit VVD en CDA met gedoogsteun van de PVV), ook al had de VVD-fractie erop aangedrongen dat leden van het koninklijk huis voortaan belasting zouden moeten betalen.
Een rapport uit augustus 2011 bevestigde dat de PvdA, die in 2005 het gekozen staatshoofd uit haar beginselprogramma had gehaald, "republikeins is en blijft", maar het maatschappelijk 'verbindend' belang in het koningschap accepteert en derhalve streeft naar modernisering ervan.
Een onderzoek van Synovate in oktober 2011 liet zien dat 26% van de Nederlanders voorstander was van een ceremonieel koningschap. Steeds meer mensen vonden dat de koning geen wettelijke invloed zou moeten hebben: in 2006 25%, in april 2011 33%, in oktober 2011 37%.